# 쑹위안루역
쑹위안루역(중국어: 宋园路站)은 상하이 창닝구 훙차오로 쑹위안로에 위치한 상하이 지하철 10호선의 지하역이다. 2010년 4월 10일에 개업하였다.

## 역 구조
| 지면     | 출구                                | 1-2번 출구                                        |
| 지하 1층 | 대합실                              | 1-2번 출구, 개집표기, 자동매표기, 유인 안내데스크 |
| 지하 2   | 상대식 승강장, 오른쪽 출입문이 열림 | 상대식 승강장, 오른쪽 출입문이 열림               |
| 지하 2   | ←                                   | ■10호선 훙차오역/항중루 방면 (이리루)             |
| 지하 2   | ■10호선 주차선                      |                                                   |
| 지하 2   | →                                   | ■10호선 지룽루 방면 (훙차오루)                    |
| 지하 2   | 상대식 승강장, 오른쪽 출입문이 열림 |                                                   |

## 출구
|           |                                              |      |  |
| 출구 번호 | 출구 위치                                    | 사진 |  |
| 1번 출구  | 훙차오로(虹桥路) 북측                        |      |  |
| 2번 출구  | 쑹위안로(宋园路) 서측, 훙차오로(虹桥路) 남측 |      |  |